# Ann Krumlinde Hyléen
Ann Margareta Krumlinde Hyléen, född 4 april 1962, är en svensk företagsledare som var Sverigechef för den danska bankkoncernen Danske Bank A/S och vd för filialen Danske Bank i Sverige mellan juni 2012 och 31 mars 2017.
Hon har tidigare haft olika chefsbefattningar inom den svenska filialen som vicepresident, chef för företagsmarknaden, ställföreträdande informationschef och regionchef för östra Sverige med utgångsort i Linköping.
Krumlinde Hyléen avlade en kandidatexamen i nationalekonomi vid Linköpings universitet och en utbildning i strategisk ledning vid International Institute for Management Development i Lausanne, Schweiz.